# Murailles de Fivizzano
Les murailles de Fivizzano (en italien : Mura di Fivizzano), constituaient le principal système défensif de la commune de Fivizzano, située dans la province de Massa-Carrara en Toscane.

## Historique
Dès le Moyen Âge, Fivizzano était entourée de murailles qui furent agrandis et reconstruits en 1418 par la république de Florence. Cette intervention s'est vite révélée insuffisante pour les besoins du village et des agrandissements ont été nécessaires. Elles furent démolies en 1326 sur ordre de Castruccio Castracani, seigneur de Lucques.
Elles furent reconstruites au XVIe siècle à la suite de l'occupation de la ville par les troupes impériales. En 1540, Cosme Ier de Médicis chargea l'architecte Giovanni d'Alessio dit Nanni Ungaro (1490-1546), collaborateur d'Antonio da Sangallo le Jeune dans la construction de la Forteresse de Basso, de travailler sur la nouvelle enceinte.
À la mort de Nanni Ungaro, Giovanni Battista Belluzzi dit Sammarino (1506-1554) prend la relève. En 1557, les murailles furent achevées.
Elles ont été démolies en 1835 pour donner de l'air et de la lumière aux maisons : en 2015, il ne restait plus qu'une petite partie de l'ancien périmètre, avec les trois portes d'accès situées aux extrémités de la ville, la Porta Sarzanese au sud et la Porta Modenese au nord et la Porta Nuova à l'est.

## Galerie

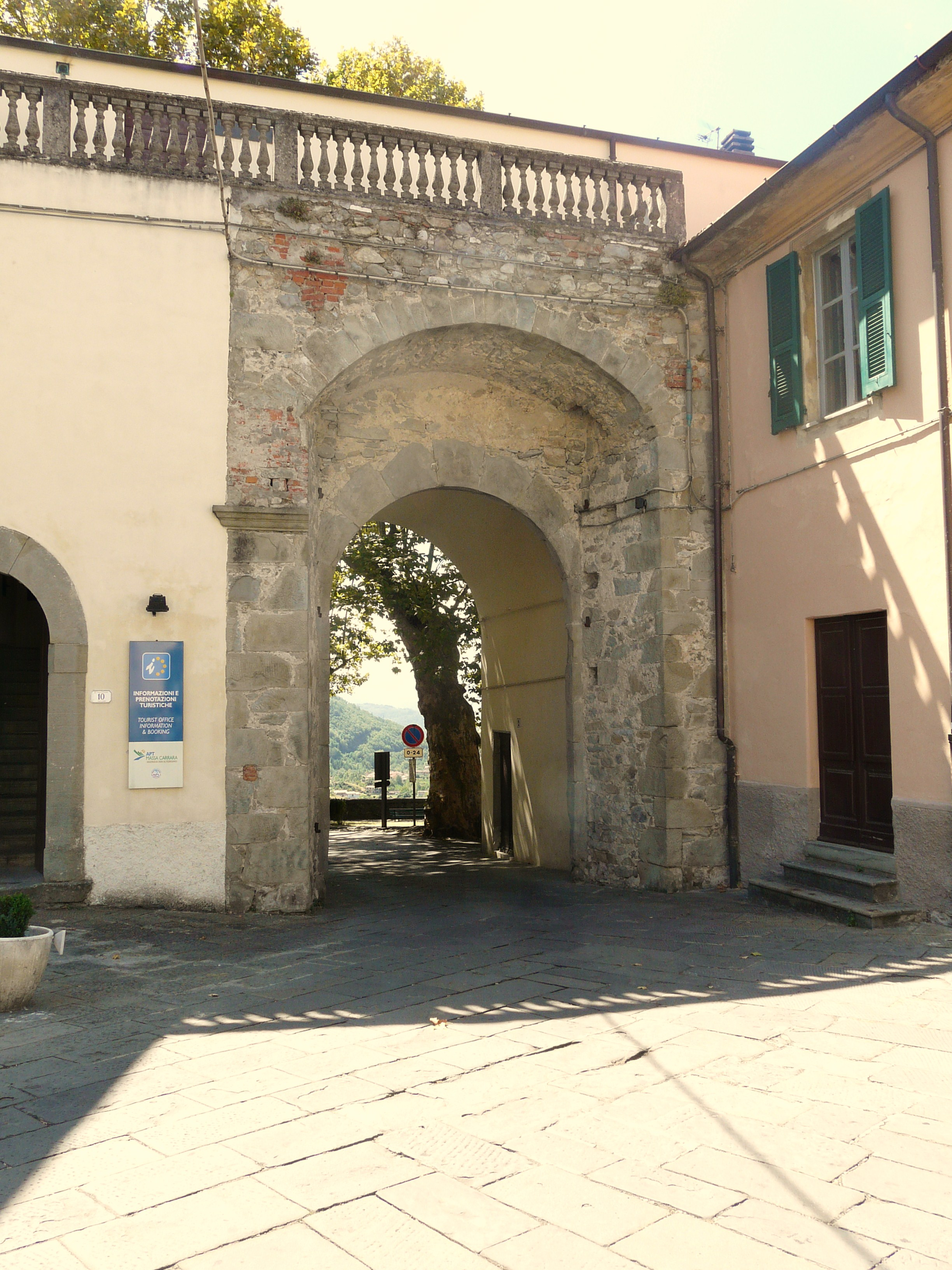
La Porta Sarzanese.
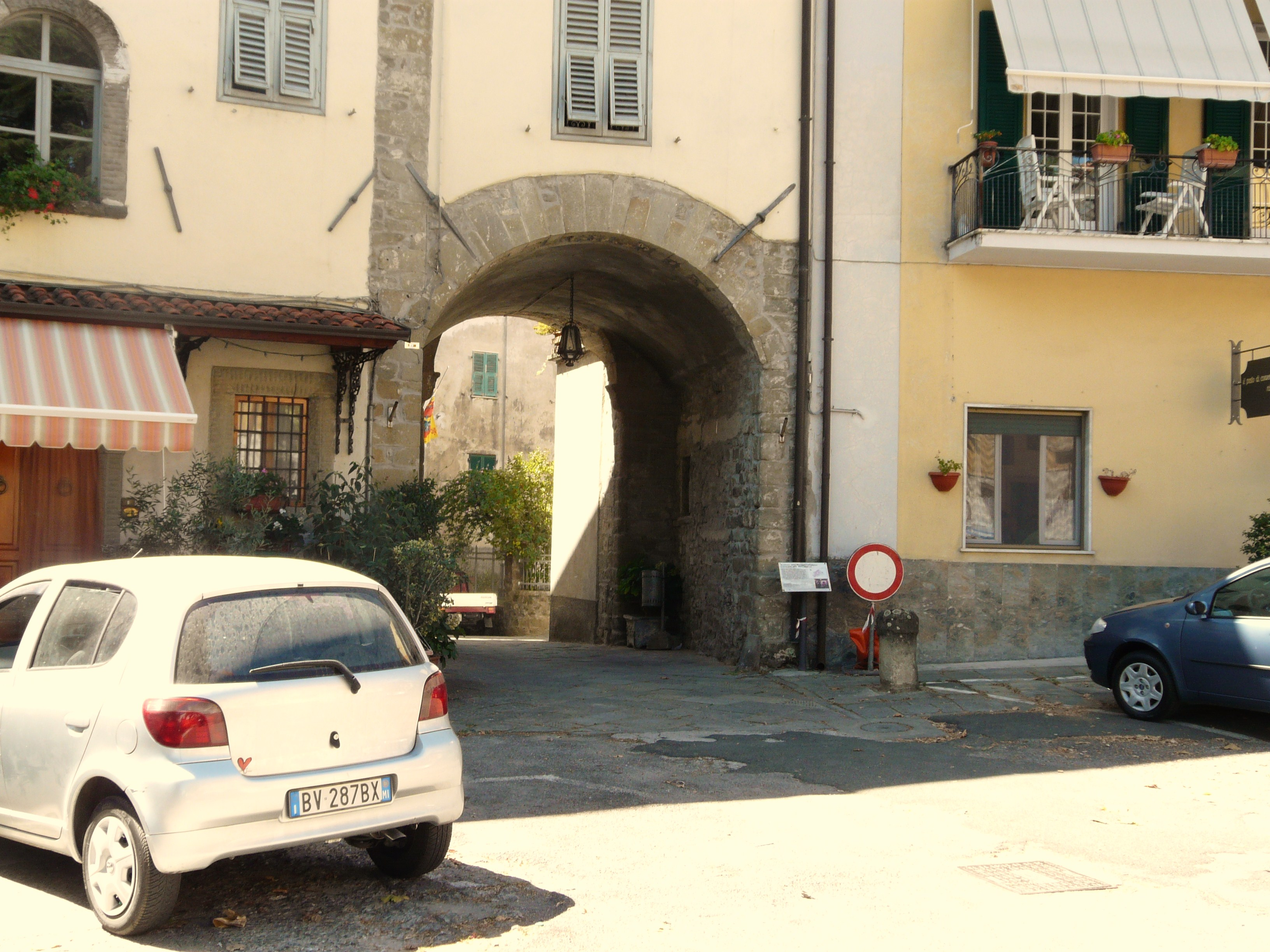
La Porta Nuova.